# I have the touch
I have the touch is een lied geschreven door Peter Gabriel voor zijn vierde titelloze studioalbum.
De werktitel was Hands, aldus een verklaring in de The South Bank Show van 31 oktober 1982. Gabriel wilde zich verdiepen in een thema over aanraking naar aanleiding van medische literatuur. Hij las daarin dat aanraking een invloed heeft op een mens, maar daarin danig onderschat wordt. Al een jaar later maakten Gabriel en Peter Walsh een vernieuwde langere versie met daarin een verlengd instrumentaal deel. Die verlengde versie werd een B-kant van de 12”-single Walk through the fire uit de film Against All Odds. Een remix zou als B-kant de single Sledgehammer begeleiden. Het nummer komt in diverse hoedanigheden terug op verzamelalbums.
I have the touch is horen in de film The Chocolate War uit 1988. Een andere versie, samen gemaakt met Robbie Robertson werd opgenomen in de film Phenomenon uit 1996. Heather Nova zong haar versie in The Craft. 

## Single
Ter begeleiding van de uitgave van het album werd I have the touch in een verkorte versie uitgebracht als eerste single. Op de B-kant werd het zeven minuten durende nummer Across the river geperst; een nummer dat niet op het album werd opgenomen. Naast Gabriel en David Rhodes zijn op dit nummer Stewart Copeland en L. Shankar, die even aankwamen bij de thuisstudio van Gabriel, te horen. Zij namen het nummer op voor het album Music and rhythm, een benefietalbum voor World of Music, Arts and Dance. De single had geen succes.